# Robot Building
Le Robot Building (aussi connu en tant que Bank of Asia Tower) est un gratte-ciel situé à Bangkok (Thaïlande). Achevé en 1986, il a été pensé et réalisé par l'architecte thaï Sumet Jumsai (en).
Il a été sélectionné par le Musée d'art contemporain de Los Angeles comme l'un des 50 bâtiments emblématiques du XXe siècle.